# Andrena micheneriana
Andrena micheneriana är en biart som beskrevs av Laberge 1978. Andrena micheneriana ingår i släktet sandbin, och familjen grävbin. Inga underarter finns listade i Catalogue of Life.